# Donje Ladanje
Donje Ladanje falu Horvátországban, Varasd megyében. Közigazgatásilag  Maruševechez tartozik.

## Fekvése
Varasdtól 18 km-re nyugatra, községközpontjától Maruševectől 3 km-re északnyugatra a Zagorje hegyeinek keleti lábánál, a Drávamenti-síkság szélén enyhén dombos vidéken fekszik.

## Története
A falunak 1857-ben 639, 1910-ben 1057 lakosa volt. 1920-ig Varasd vármegye Ivaneci járásához tartozott. 
2001-ben 330 háza és 1191 lakosa volt.

## Nevezetességei
Nemesi kúria.

## Külső hivatkozások
- A község hivatalos oldala
- A község információs portálja